# Рийпинен, Хейкки
Хе́йкки А́лекси Ри́йпинен (фин. Heikki Aleksi Riipinen; 28 мая 1883, Лаукаа, Вазаская губерния — 13 февраля 1957, Леппяваара, Уусимаа) — финский гимнаст, бронзовый призёр летних Олимпийских игр 1908 года.
На Играх 1908 года в Лондоне Рийпинен участвовал только в командном первенстве, в котором его сборная заняла третье место.
Женой Хейкки Рийпинена была Хилья Рийпинен, известный крайне правый политик, депутат парламента Финляндии.